# Chiappeavis magnapremaxillo
Chiappeavis magnapremaxillo — вид вимерлих енанціорнісових птахів родини Pengornithidae, що існував у ранній крейді (120 млн років тому). Описаний з решток майже повного скелета з відбитками пір'я, що знайдений у відкладеннях формації Цзюфотан у провінції Ляонін у Китаї.

## Опис
Розмах крил близько 60 см, розрахункова вага — 0,3 кг. Птах був здатний до активного польоту.